# Cybaeus kunisakiensis
Cybaeus kunisakiensis är en spindelart som beskrevs av Yoh Ihara 2003. Cybaeus kunisakiensis ingår i släktet Cybaeus och familjen vattenspindlar. Inga underarter finns listade i Catalogue of Life.